# Демократична Республіка Конго на літніх Олімпійських іграх 2016
Демократична Республіка Конго на літніх Олімпійських іграх 2016 була представлена 4 спортсменами у 3 видах спорту. Жодних медалей спортсмени ДР Конго не завоювали.

## Легка атлетика
Легенда
- Note – для трекових дисциплін місце вказане лише для забігу, в якому взяв участь спортсмен
- Q = пройшов у наступне коло напряму
- q = пройшов у наступне коло за добором (для трекових дисциплін - найшвидші часи серед тих, хто не пройшов напряму; для технічних дисциплін - увійшов до визначеної кількості фіналістів за місцем якщо напряму пройшло менше спортсменів, ніж визначена кількість)
- NR = Національний рекорд
- N/A = Коло відсутнє у цій дисципліні
- Bye = спортсменові не потрібно змагатися у цьому колі

Трекові і шосейні дисципліни
| Спортсмен             | Дисципліна                  | Попередній забіг | Попередній забіг | Фінал            | Фінал            |
| Спортсмен             | Дисципліна                  | Результат        | Місце            | Результат        | Місце            |
| --------------------- | --------------------------- | ---------------- | ---------------- | ---------------- | ---------------- |
| Макоробондо Салукомбо | марафонський біг (чоловіки) | Н/Д              | Н/Д              | 2:28:54          | 113              |
| Beatrice Alice        | біг на 5000 метрів (жінки)  | 19:29.47         | 16               | Завершила виступ | Завершила виступ |

## Дзюдо
| Спортсмен   | Категорія           | 1/32 фіналу        | 1/16 фіналу           | 1/8 фіналу         | Чвертьфінали       | Півфінали          | Втішний поєдинок   | Фінал / БМ         | Фінал / БМ      |
| Спортсмен   | Категорія           | Суперник Результат | Суперник Результат    | Суперник Результат | Суперник Результат | Суперник Результат | Суперник Результат | Суперник Результат | Місце           |
| ----------- | ------------------- | ------------------ | --------------------- | ------------------ | ------------------ | ------------------ | ------------------ | ------------------ | --------------- |
| Родрік Куку | до 66 кг (чоловіки) | Bye                | Матео (DOM) L 000–010 | Завершив виступ    | Завершив виступ    | Завершив виступ    | Завершив виступ    | Завершив виступ    | Завершив виступ |

## Тхеквондо
| Спортсмен   | Категорія        | 1/8 фіналу            | Чвертьфінали       | Півфінали          | Втішний поєдинок   | Фінал / БМ         | Фінал / БМ       |
| Спортсмен   | Категорія        | Суперник Результат    | Суперник Результат | Суперник Результат | Суперник Результат | Суперник Результат | Місце            |
| ----------- | ---------------- | --------------------- | ------------------ | ------------------ | ------------------ | ------------------ | ---------------- |
| Роза Келеку | до 49 кг (жінки) | Маньяррез (MEX) L 5–9 | Завершила виступ   | Завершила виступ   | Завершила виступ   | Завершила виступ   | Завершила виступ |